# Thierry Sabine
Thierry Sabine, född 13 juni 1949 i Neuilly-sur-Seine, död 14 januari 1986 i Mali, var en fransk racerförare, rallyförare, motorcykelförare och grundare samt huvudorganisatör av Dakarrallyt.

## Racingkarriär
Sabine körde mest långlopp och då främst i Porsche. Han deltog i biltävlingen Tour de France ett par gånger och blev som bäst fyra år 1973. Han tog omkring 30 nationella segrar under sin karriär och år 1974 vann han det franska GT-mästerskapet. I Le Mans 24-timmars blev hans bästa placering en trettondeplats 1976, då han delade bil med Philippe Dagoreau och Jean-Claude Andruet. Sabine tävlade även i European Touring Car Championship i en BMW 2002 år 1975 och blev sexa på Nürburgring. Hans sista tävling blev Spa 24-timmars med Claude Ballot-Léna år 1983, som han dock bröt.

## Grundandet av Paris-Dakarrallyt
Under år 1977 deltog Sabine i ett motorcykelrally mellan Abidjan i Elfenbenskusten och Nice i Frankrike. Han körde dock vilse mitt ute i den libyska öknen, men blev räddad efter att ha varit försvunnen i tre dygn. Sabine hade då blivit mycket fascinerad av landskapet i den afrikanska öknen och ville dela med sig av upplevelsen till så många som möjligt. Han skapade därför ett rally, kallat Paris-Dakar-rallyt (senare bara Dakarrallyt), vilket skulle gå från Frankrikes huvudstad Paris, ned genom Algeriet och Agadez i Niger, för att slutligen gå i mål i Dakar, Senegals huvudstad. Det första rallyt kördes under årsskiftet 1978/1979 och det blev fransk seger i både bil- och motorcykelklassen.
Redan innan grundandet av Dakarrallyt hade Sabine, år 1974, skapat en årlig endurotävling i franska Le Touquet, samt en motorcykeltävling kallad Croisière Verte år 1978.

## Helikopterkraschen 1986
Den 14 januari 1986, i samband med den åttonde upplagan av Dakarrallyt, flög Sabine sin Ecureuilhelikopter med artisten och låtskrivaren Daniel Balavoine, piloten François-Xavier Bagnoud, journalisten Nathalie Odent och Jean-Paul Lefur från den franska radiokanalen RTL, ombord. Vid halv åttatiden på kvällen råkade de ut för en plötslig sandstorm i Mali och piloten tappade kontrollen över helikoptern. De störtade och kraschade i en sanddyn åtta kilometer från Gourma-Rharous. Vem som flög helikoptern vid olyckstillfället är okänt, men det var antingen piloten eller Sabine själv.
De sista personer som sett Sabine var italienarna Renato Savoldelli och Alberto Alberti i en Land Rover. Enligt dem hade Sabine landat helikoptern ute i öken på grund av sandstormen, när de träffade honom i mörkret utmed sträckan. Savoldelli och Alberti var lite vilse och hade frågat Sabine hur långt det var kvar till målet i Gourma-Rharou och Sabine bestämde sig för att gå upp med helikoptern igen, trots ovädret, och visa dem vägen med helikopterns ljus. Efter en stund var helikoptern helt plötsligt försvunnen och de visste inte vart den tagit vägen. Senare hittades den i en sanddyn av den franska föraren Marc Joineau, cirka tjugo minuter efter olyckan. Ingen av personerna ombord hade överlevt.

## Film
Sabine spelade sig själv i den franska filmen En man och en kvinna – 20 år senare från 1986.